# Jdeïdé (Alep)
Pour les articles homonymes, voir Jdeïdé.
Jdeïdé (en arabe : جديدة, translit. al-Jdeideh, Jdayde, Jdeidé, Jdeydeh, Jdaideh) est un quartier historique d'Alep, la deuxième ville de Syrie. Fondé à partir du XVe siècle par les différentes communautés chrétiennes de la ville, il abrite plusieurs cathédrales et conserve une identité chrétienne. En pleine renaissance à partir de la fin du XXe siècle, il est très durement frappé par les combats qui touchent Alep durant la guerre civile syrienne.

## Histoire

### Origines et développement
À la fin de l’époque mamelouke, ce petit quartier avec quelques boutiques existe hors les murs, au nord, près de cimetières et d’entrepôts. L’urbanisation continue à se développer le long des chemins en éventail qui sortent de la porte de bab al-Nasr ; elle rejoint d’anciens villages un peu à l’écart au nord et au nord-est – Hazzazé au nord-ouest, Ramadaniyé au nord-est et Banqousa à l’est. Ces quartiers, d’abord musulmans, sont équipés de mosquées à khotba, de fontaines, fondations du XIVe et de la première moitié du XVe siècle, rendues possibles par une adduction d’eau. Une nouvelle canalisation, mise en service en 1490-91, favorise une nouvelle extension du faubourg avec des hammams.
À l’extrême ouest du faubourg se trouvent des cimetières chrétiens et peut-être des lieux de culte d’époque byzantine. Le développement de Salibé sur ce vieux site chrétien, puis celui de Jdeïdé, répondent à l’augmentation de la population et notamment au désir des chrétiens de se regrouper. Autour d’une même cour, à proximité du carrefour de Salibé, se rassemblent alors les églises, nouvellement construites ou agrandies : celle des Arméniens grégoriens, signalée vers 1490 date de son agrandissement, celles des Grecs orthodoxes et des Maronites, celle des Syriaques. Des notables commencent à s’installer dans le quartier, ainsi qu'une population plus modeste. Maisons et églises partageaient les mêmes principes de discrétion, d’absence de façades sur l’extérieur et notamment sur les rues principales : il semble bien que certaines églises avaient leur entrée au fond d’impasses.

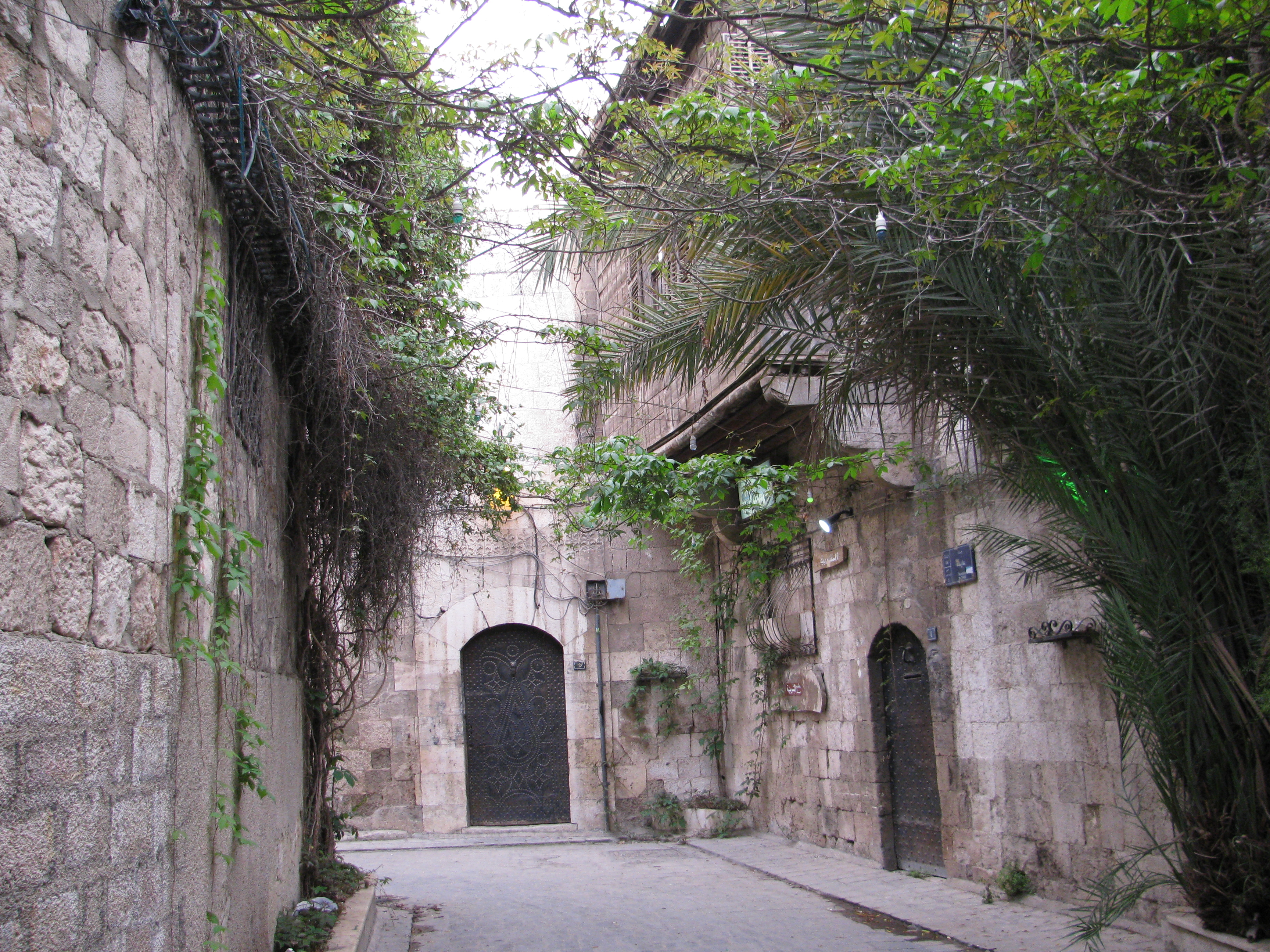
Une ruelle caractéristique de Jdeïdé du XVIe siècle

Les Arméniens, communauté dominante, étaient alors spécialisés dans le commerce avec la Perse et l’Inde, aidés par l’existence de communautés importantes de coreligionnaires dans ces régions. Au cours des XVIe et XVIIe siècles, après la conquête ottomane, des lotissements en bandes parallèles régulières sont réalisés. Deux grands waqf-s musulmans, fondés en 1583-90 et 1653, ont longtemps constitué le centre populaire et vital du faubourg. Ces deux ensembles, aux façades décorées et à l’architecture régulière, fournissaient la majeure partie des locaux d’activités économiques et de services pour un vaste faubourg, où se côtoyaient musulmans et chrétiens, riches et pauvres. Ils comprenaient une fontaine devant l’entrée du quartier chrétien, un grand café, un très grand hammam, une petite mosquée et une école pour les enfants musulmans, un marché au fil, quatre grands ensembles d’ateliers pour les métiers du textile, un vaste entrepôt de céréales, et des souks regroupant des services de proximité et des commerces d’alimentation.

### Revitalisation à la fin duXXesiècle
Dans les années 1990-2000, le quartier de Jdeïdé, connu pour ses précieuses demeures richement décorées et ses églises, est devenu l'un des haut-lieux du tourisme culturel de la ville ; de nombreux hôtels et restaurants ont été aménagés dans des maisons historiques.

### Guerre civile syrienne
Ces lieux sont désertés depuis 2012 lorsque la guerre civile syrienne a pris plus d'ampleur. À la fin du mois d'août 2012, lors de la seconde offensive des rebelles islamistes de la bataille d'Alep, les quartiers chrétiens, dont Jdeïdé, forment des milices pour repousser les rebelles auteurs d'exactions pendant les cinq jours de leur occupation du quartier. 
Une série d'énormes explosions souterraines, menées par l'opposition armée sous Place Al Hatab en avril 2015 ont dévasté le quartier,. Un certain nombre de monuments et de musées à proximité ont également été très fortement endommagés par les combats,.

## Galerie

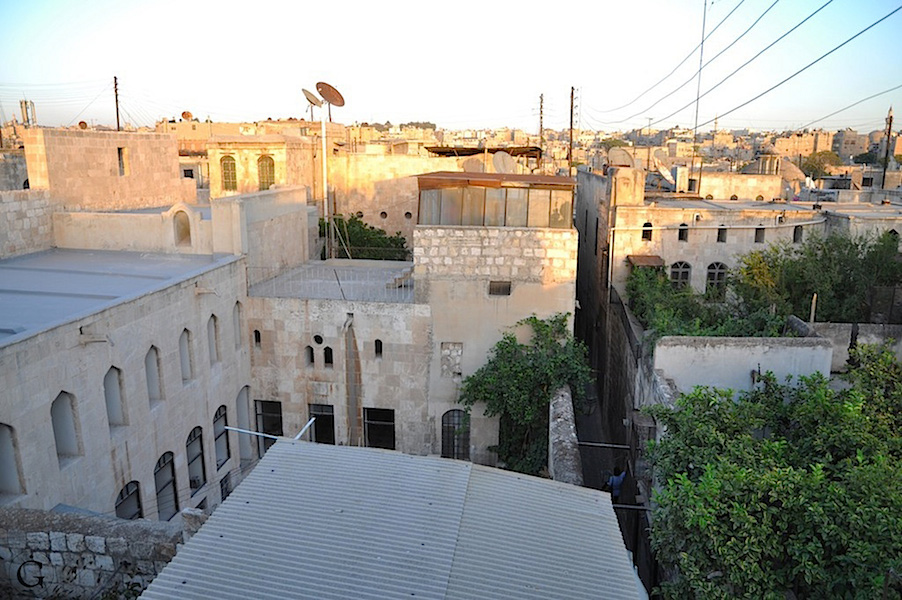
Vue du quartier de Jdeïdé en 2010.
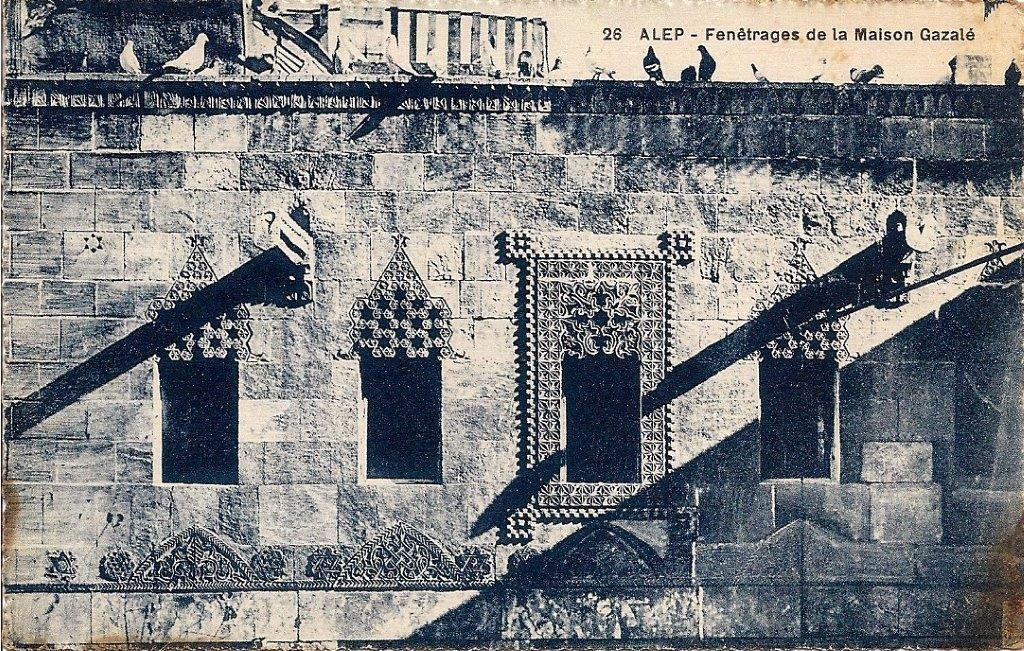
Fenêtrages de "Dar Zamariya" dans le quartier de Jdeïdé (carte postale 1918-22).
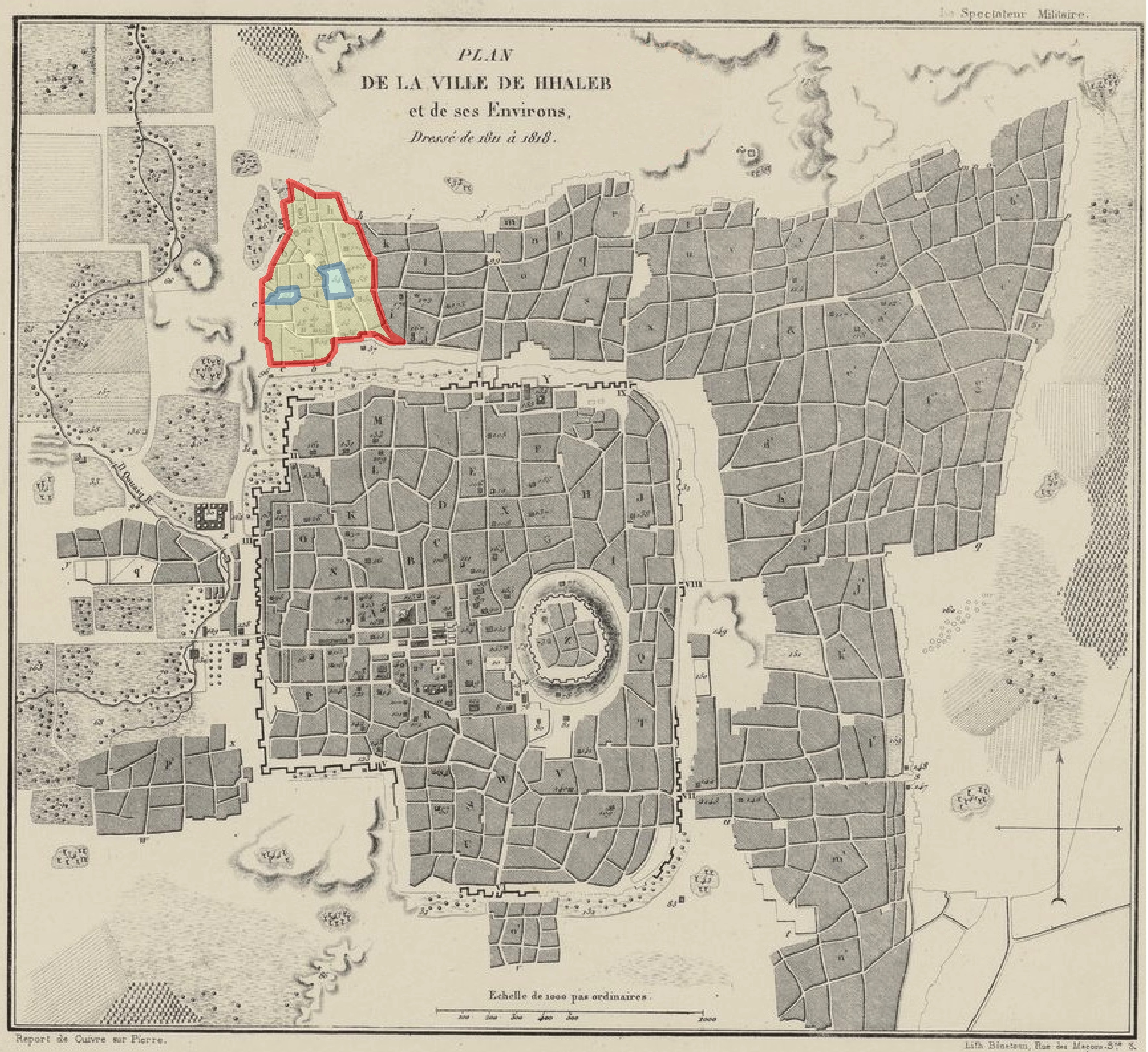
Jdeidé extra muros sur une carte d'Alep datée 1811-1818.
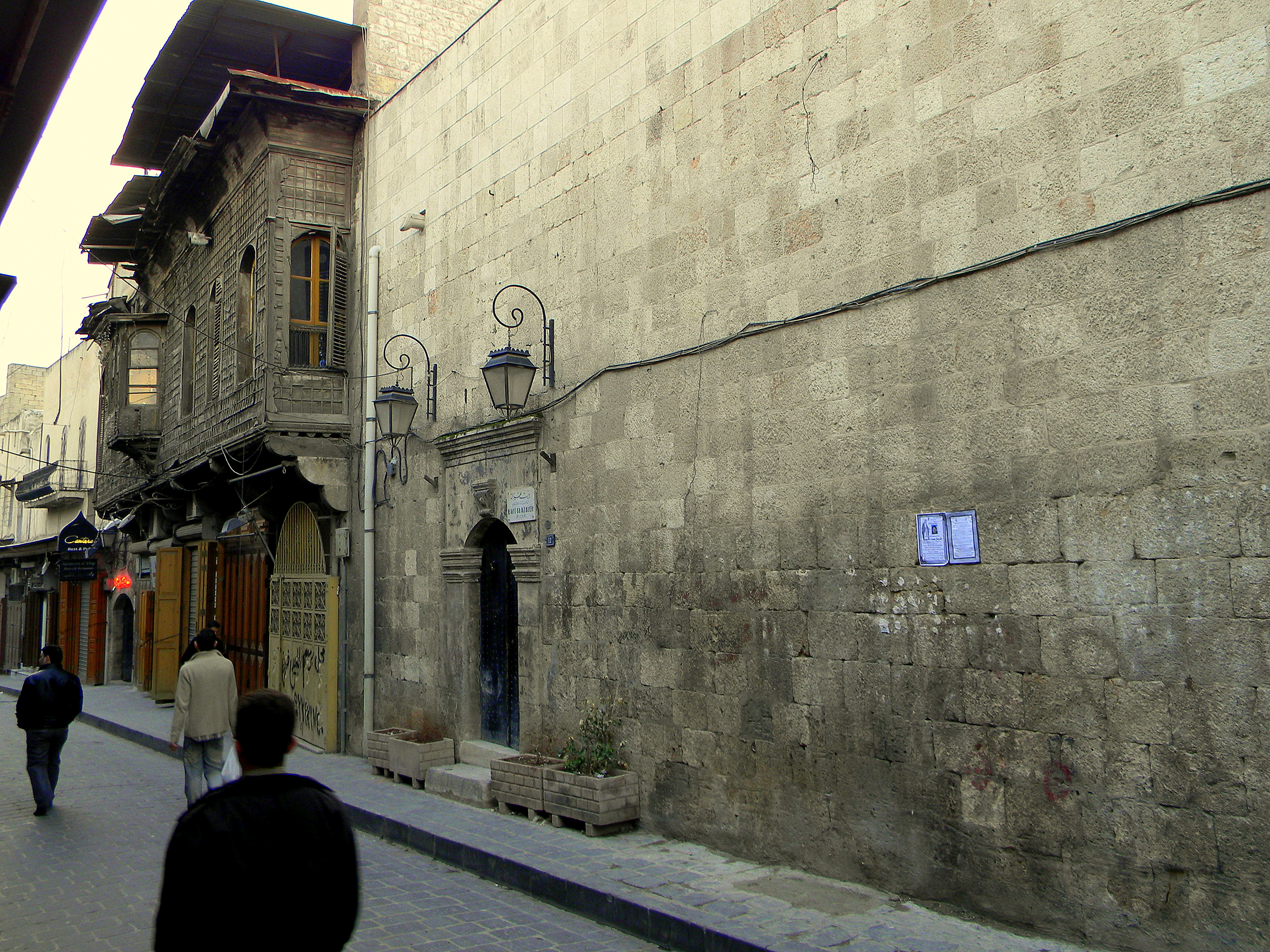
La maison Ghazaleh.
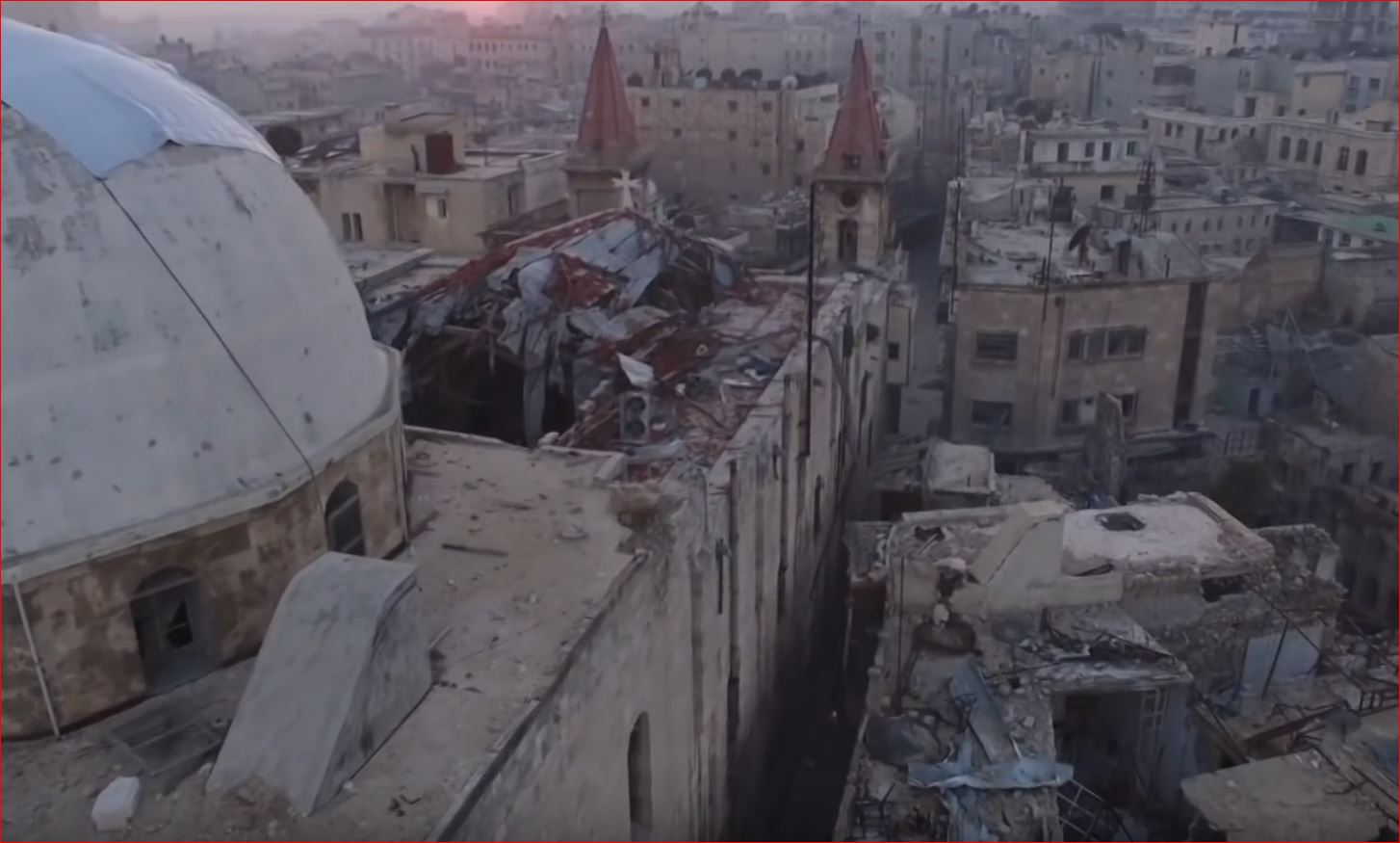
Les dégâts causés à la cathédrale Saint-Élie d'Alep vus en décembre 2016
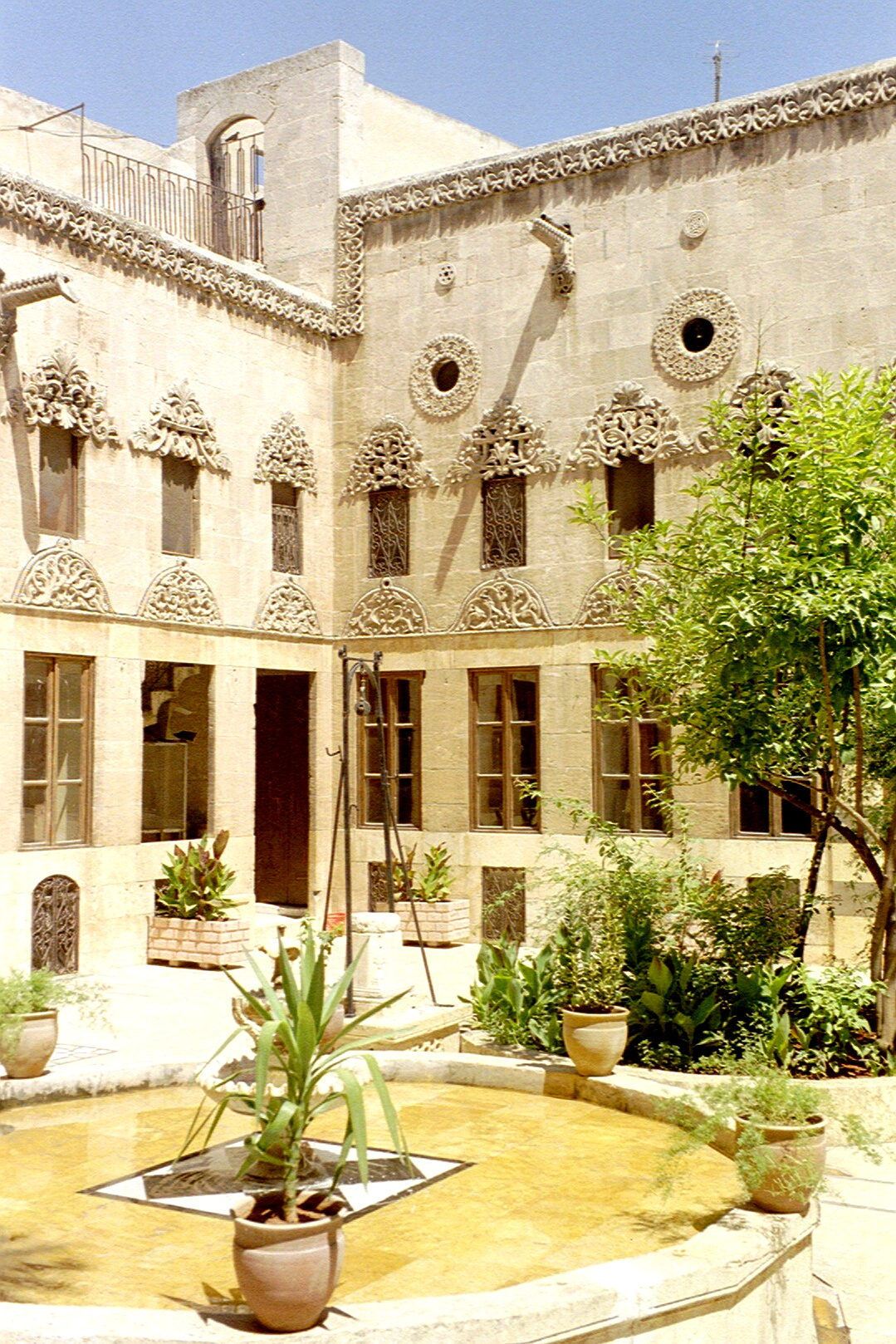
Beit Ajikbash
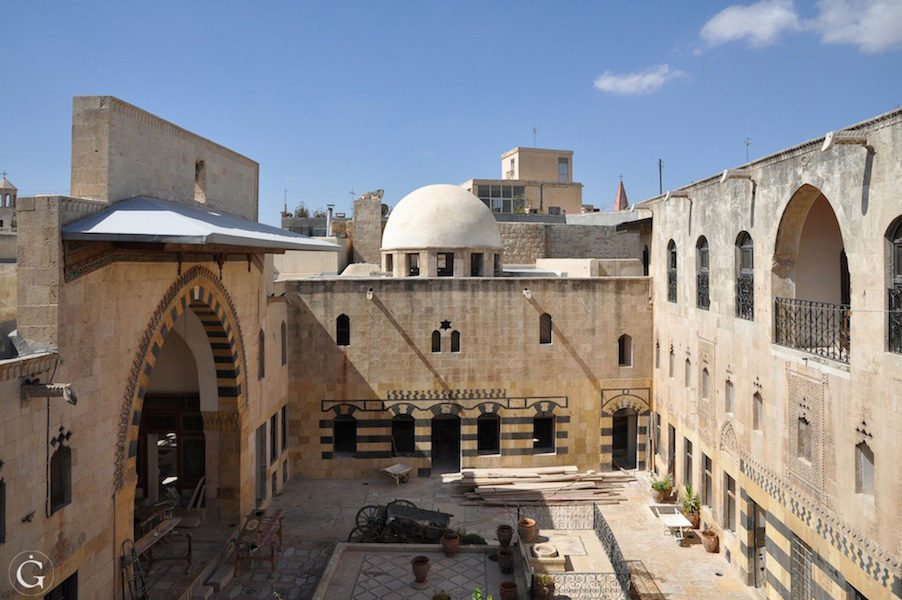
La maison Ghazalé
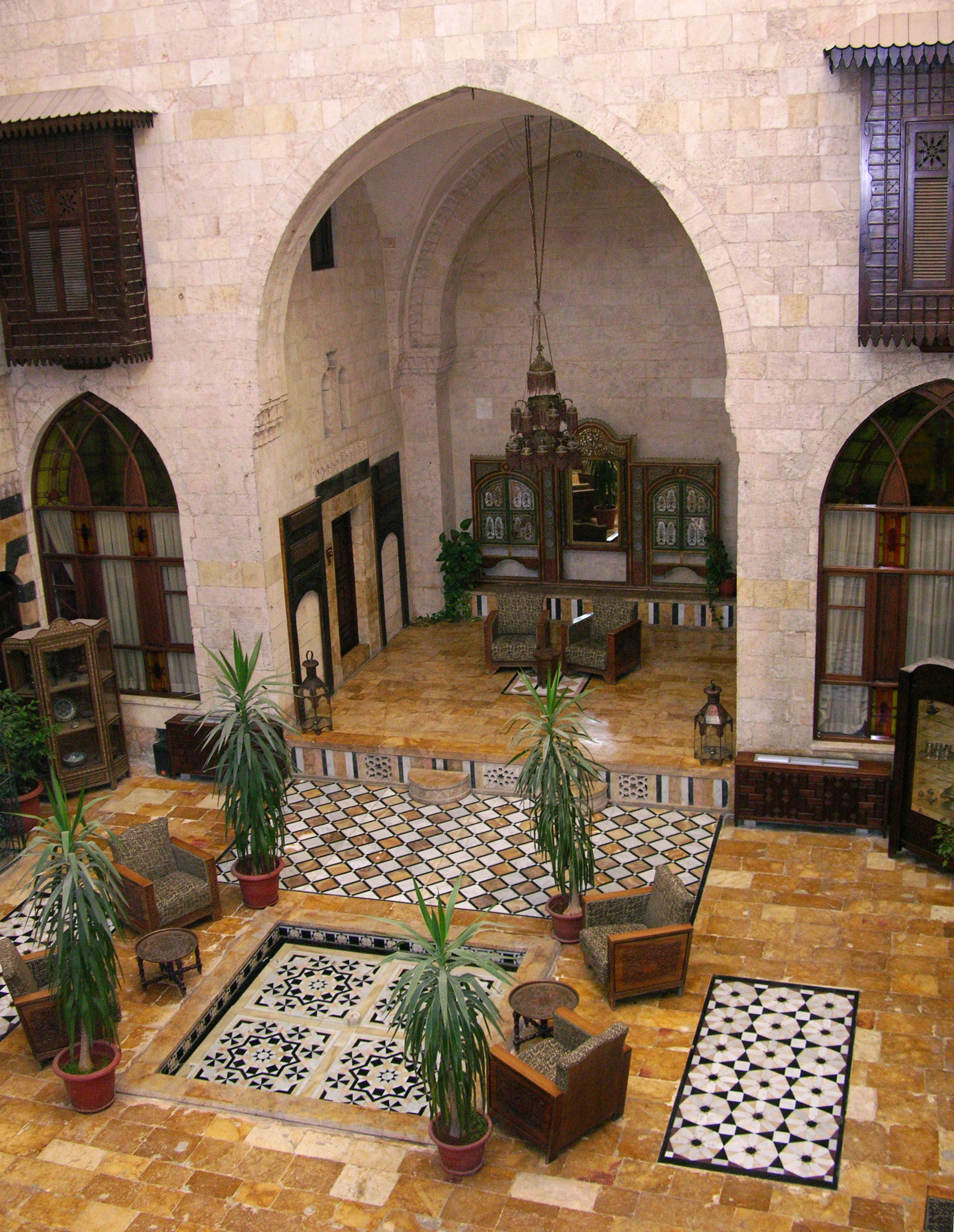
Dar Zamaria